# Bacares
Bacares ist ein Ort und eine spanische Gemeinde in der Comarca Valle del Almanzora der Provinz Almería in der Autonomen Gemeinschaft Andalusien. Die Bevölkerung von Bacares betrug 2024 aus 239 Einwohnern. 

## Geografie
Bacares liegt im Landesinneren der Provinz Almería, an den Ausläufern der Sierra de las Estancias, in einer Höhe von ca. 1205 m. Die Provinzhauptstadt Almería liegt in etwa 52 Kilometer südlicher Entfernung.

## Bevölkerungsentwicklung
| Jahr      | 1970 | 1981 | 1991 | 2001 | 2011 | 2021 |
| Einwohner | 487  | 395  | 313  | 295  | 305  | 249  |

## Sehenswürdigkeiten
- Burg von Bacares (Castillo de Bacares)
- Marienkirche (Iglesia de Santa María)
- Christuskapelle (Ermita del Santo Cristo del Bosque)
- Himmelsobservatorium

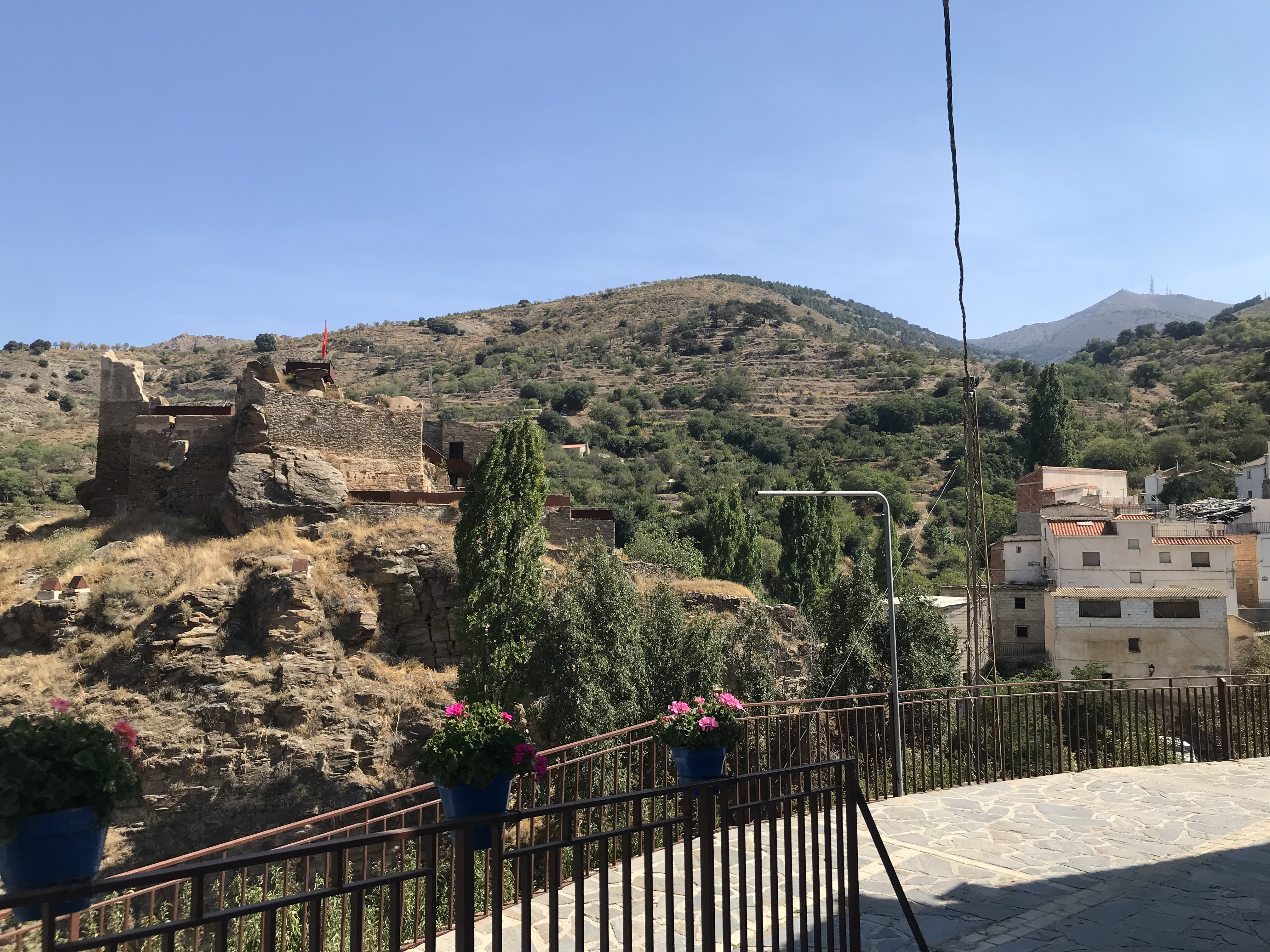
Burgreste von Bacares
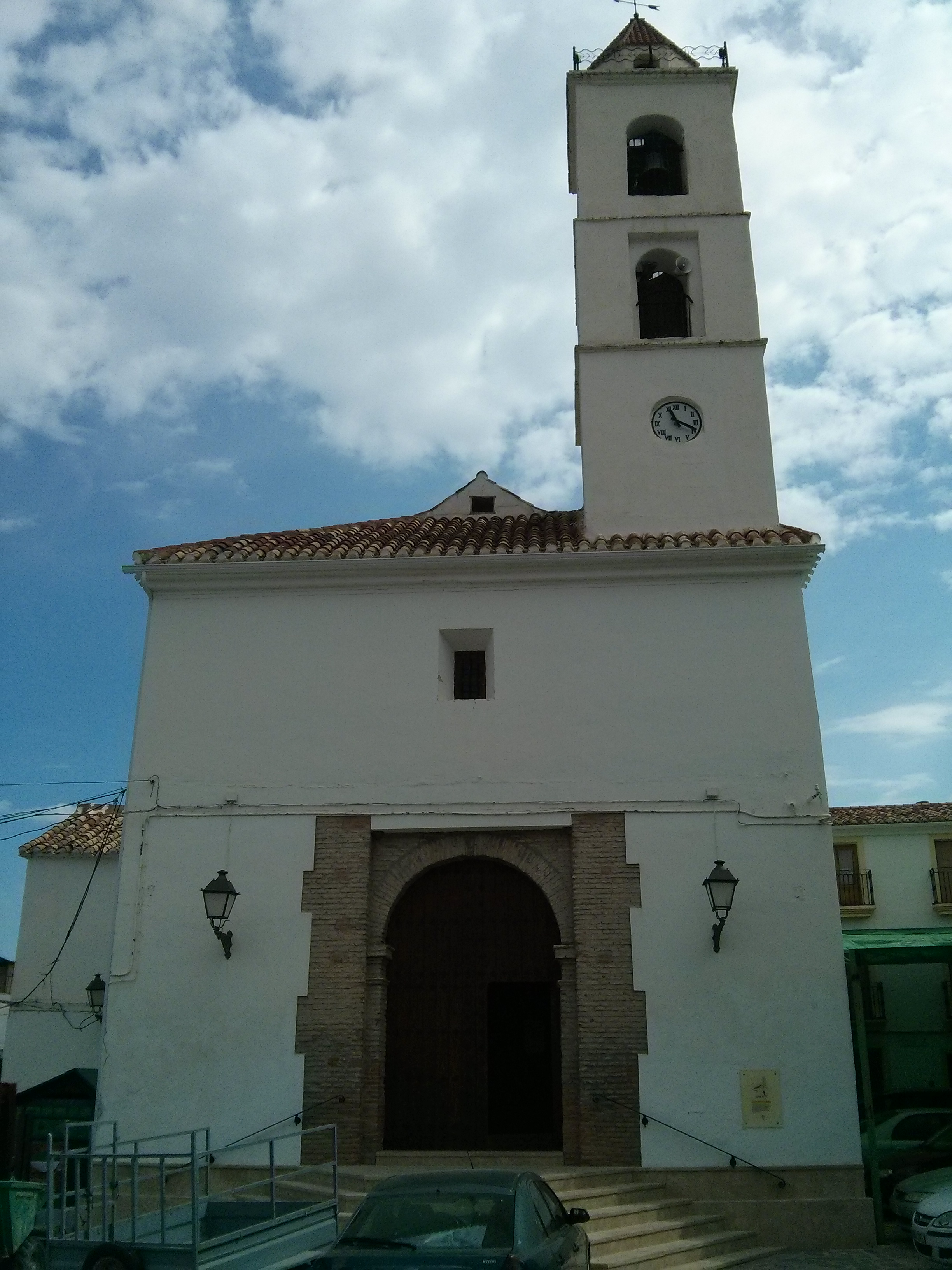
Marienkirche
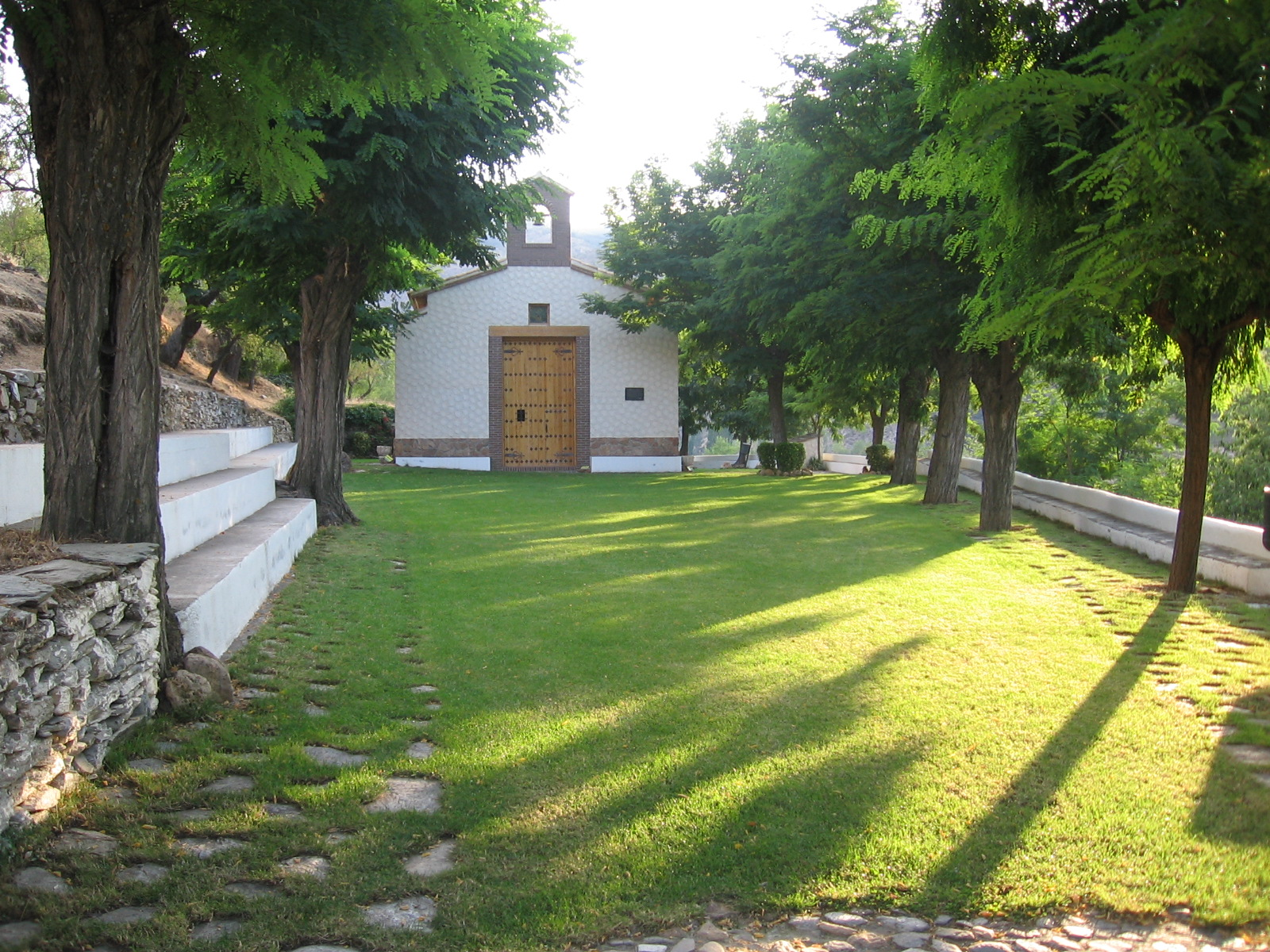
Christuskapelle
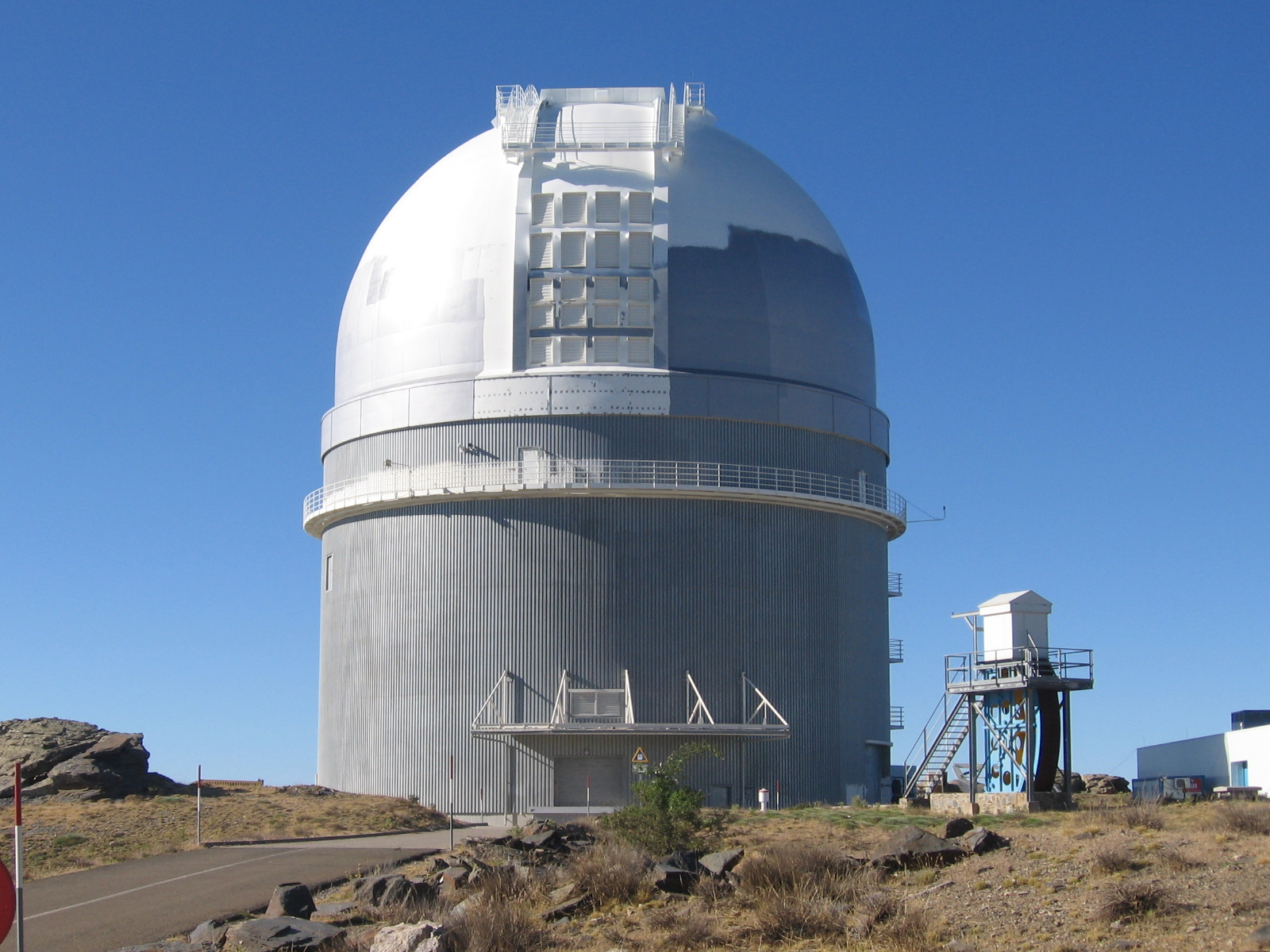
Observatorium
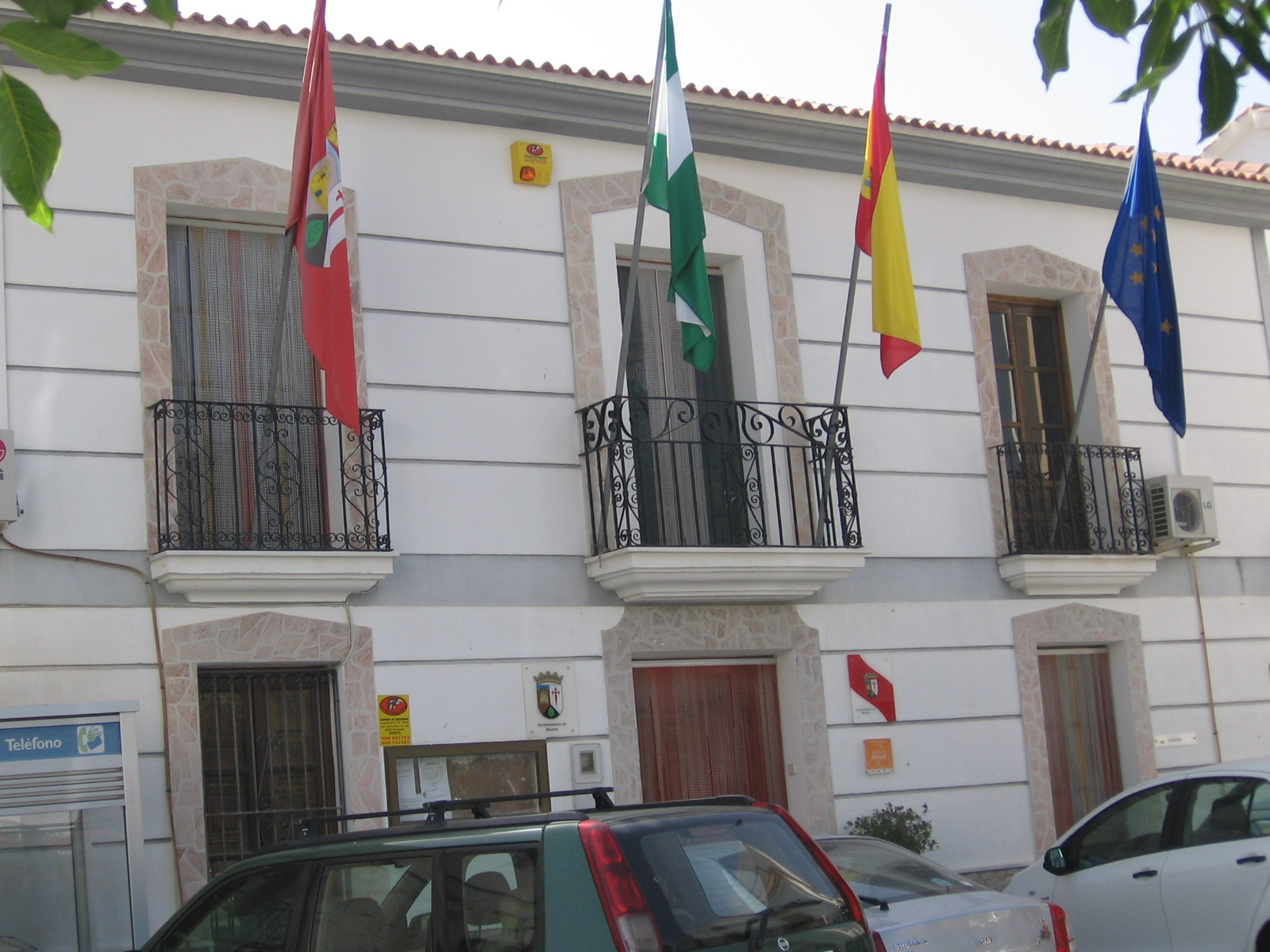
Rathaus